# زوجتي والكلب (فلم)
زوجتي والكلب فيلم مصري من إنتاج عام 1971، وهو الفيلم الروائي الأول للمخرج سعيد مرزوق، بطولة سعاد حسني ومحمود مرسي ونور الشريف وزيزي مصطفى ووحيد سيف.
يعتبر من علامات السينما المصرية، ويدور الفيلم حول " شكوك زوج في زوجته، تتحول إلى جحيم يحطم حياته، لأنه أولا يعيش بحكم عمله في فنار بعيدا عن زوجته الصبية الفاتنة، وثانيا لأن له ماض من المغامرات مع نساء متزوجات .. وها هو الماضي يصبح عبئا ثقيلا على حاضره، يطارده، ويجعله يشك في زوجته ويتوهم أنها تخونه مع شاب مراهق يعمل مساعدا له، وكان قد أرسله برسالة إلى زوجته."

## استلهام
استلهم المخرج فيلمه من مسرحية عطيل لوليم شكسبير.

## روابط خارجية
- مقالات تستعمل روابط فنية بلا صلة مع ويكي بيانات